# Zell (Zellertal)
Zell is een plaats in de Duitse gemeente Zellertal (Pfalz), deelstaat Rijnland-Palts, en telt 220 inwoners.